# Ивана (име)
Ивана је женско име словенског порекла које је такође популарно у јужној Ирској, Француској, франкофонској Канади, Медитерану и Латинској Америци. То је женски облик имена Иван, који су и словенски сродници имена Јован.
У Хрватској, име Ивана је било најчешће женско име између 1970. и 1999.
Варијанте Ива и Иванка су деминутиви изведени од Ивана. Имендан се празнује 4. априла. У Хрватској се имендан слави 27. децембра. У Словачкој се имендан празнује 28. децембра. У Северној Македонији имендан се слави 7. јула - познат и као Иванден.

## Људи по имену Ивана

### Име

#### Ивана
- Ивана (певачица) (рођена 1969), бугарска поп-фолк певачица
- Ивана Банфић (рођена 1969), хрватска плесачица и поп певачица
- Ивана Бркљачић (рођена 1983), хрватска бацачица кладива
- Ивана Брлић-Мажуранић (1874–1938), хрватска књижевница
- Ивана Ђерисило (рођена 1983), српска одбојкашица
- Ивана Исаиловић (рођена 1986), српска одбојкашица
- Ивана Кобилца (1861–1926), словеначки реалистички сликар
- Ивана Максимовић (рођена 1990), српска спортска стрелица
- Ивана Нешовић (рођена 1988), српска одбојкашица
- Ивана Петерс (рођена 1974), српска певачица
- Ивана Селаков (рођена 1978), српска певачица
- Ивана Трамп (1949–2022), чешко-америчка социјалиста, манекенка и спортиста
- Ивана Шпановић (рођена 1990), српска скакачица у даљ